# Tiffany Ho
Tiffany Celine Ho (* 6. Januar 1998 in Sydney) ist eine australische Badmintonspielerin.

## Karriere
Ho begann 2006 im Alter von acht Jahren Badminton zu spielen. 2014 erreichte sie bei der Australischen Badmintonmeisterschaft im Mixed mit Simon Leung das Endspiel und wurde im Einzel Dritte. Bei den Ozeanienmeisterschaften der Junioren zog Ho 2015 zweimal ins Finale ein und gewann mit der Mannschaft. An der Seite von Elena Kwok wurde sie im Damendoppel nationale Meisterin, während sie im Einzel erneut auf dem Podium stand. Im folgenden Jahr siegte sie bei den Ozeanienmeisterschaften 2016 im Damendoppel mit Jennifer Tam. Außerdem erspielte sie im Dameneinzel und im Gemischten Doppel Bronzemedaillen. Im gleichen Jahr konnte Ho mit den Waikato International ihr erstes internationales Turnier der Badminton World Federation gewinnen. 2017 trat sie bei der Sommer-Universiade an, erspielte drei Podiumsplatzierungen bei den Australischen Meisterschaften, wurde bei den Nouméa International mit Joy Lai Zweite und erreichte bei den Kontinentalmeisterschaften im Dameneinzel und Damendoppel das Endspiel. Drei Jahre später zog Ho im Dameneinzel ins Finale der nationalen Meisterschaft ein, in dem sie gegen Wendy Chen unterlag. An der Seite von Jodee Vega und im Dameneinzel kam sie bei der Ozeanienmeisterschaft unter die besten drei. Mit der australischen Nationalmannschaft triumphierte sie beim Teamwettbewerb der Damen. 2022 erspielte Ho bei den kontinentalen Titelkämpfen eine weitere Bronzemedaille im Dameneinzel. Im Jahr darauf wurde die Australierin nationale Meisterin im Einzel, gewann zwei Silbermedaillen bei der Ozeanienmeisterschaft und triumphierte mit dem Nationalteam bei den Titelkämpfen.

## Sportliche Erfolge
| Jahr | Veranstaltung                      | Platz | Disziplin   | Spielpartner |
| ---- | ---------------------------------- | ----- | ----------- | ------------ |
| 2014 | Australische Meisterschaft 2014    | 2.    | Mixed       | Simon Leung  |
| 2015 | Juniorenozeanienmeisterschaft 2015 | 2.    | Mixed       | Justin Lee   |
| 2015 | Juniorenozeanienmeisterschaft 2015 | 2.    | Dameneinzel |              |
| 2015 | Juniorenozeanienmeisterschaft 2015 | 1.    | Mannschaft  | Australien   |
| 2015 | Australische Meisterschaft 2015    | 1.    | Damendoppel | Elena Kwok   |
| 2016 | Australian Juniors 2016            | 1.    | Damendoppel | Joy Lai      |
| 2016 | Ozeanienmeisterschaft 2016         | 1.    | Damendoppel | Jennifer Tam |
| 2016 | Ozeanienmeisterschaft 2016         | 3.    | Mixed       | Simon Leung  |
| 2016 | Ozeanienmeisterschaft 2016         | 3.    | Dameneinzel |              |
| 2016 | Waikato International 2016         | 1.    | Damendoppel | Jennifer Tam |
| 2017 | Ozeanienmeisterschaft 2017         | 2.    | Damendoppel | Joy Lai      |
| 2017 | Ozeanienmeisterschaft 2017         | 2.    | Dameneinzel |              |
| 2017 | Nouméa International 2017          | 2.    | Damendoppel | Joy Lai      |
| 2020 | Ozeanienmeisterschaft 2020         | 3.    | Damendoppel | Jodee Vega   |
| 2020 | Ozeanienmeisterschaft 2020         | 3.    | Dameneinzel |              |
| 2020 | Ozeanienmeisterschaft 2020         | 1.    | Mannschaft  | Australien   |
| 2020 | Australische Meisterschaft 2020    | 2.    | Dameneinzel |              |
| 2022 | Ozeanienmeisterschaft 2022         | 3.    | Dameneinzel |              |
| 2022 | Australische Meisterschaft 2022    | 2.    | Dameneinzel |              |
| 2023 | Ozeanienmeisterschaft 2023         | 2.    | Damendoppel | Khoo Lee Yen |
| 2023 | Ozeanienmeisterschaft 2023         | 2.    | Dameneinzel |              |
| 2023 | Ozeanienmeisterschaft 2023         | 1.    | Mannschaft  | Australien   |
| 2023 | Australische Meisterschaft 2023    | 1.    | Dameneinzel |              |